# Johanna Unger
Johanna Unger (* 6. März 1837 in Hannover; † 11. Februar 1871 in Pisa, Königreich Italien) war eine deutsche Historien- und Porträtmalerin der Düsseldorfer und Münchner Schule.

## Leben

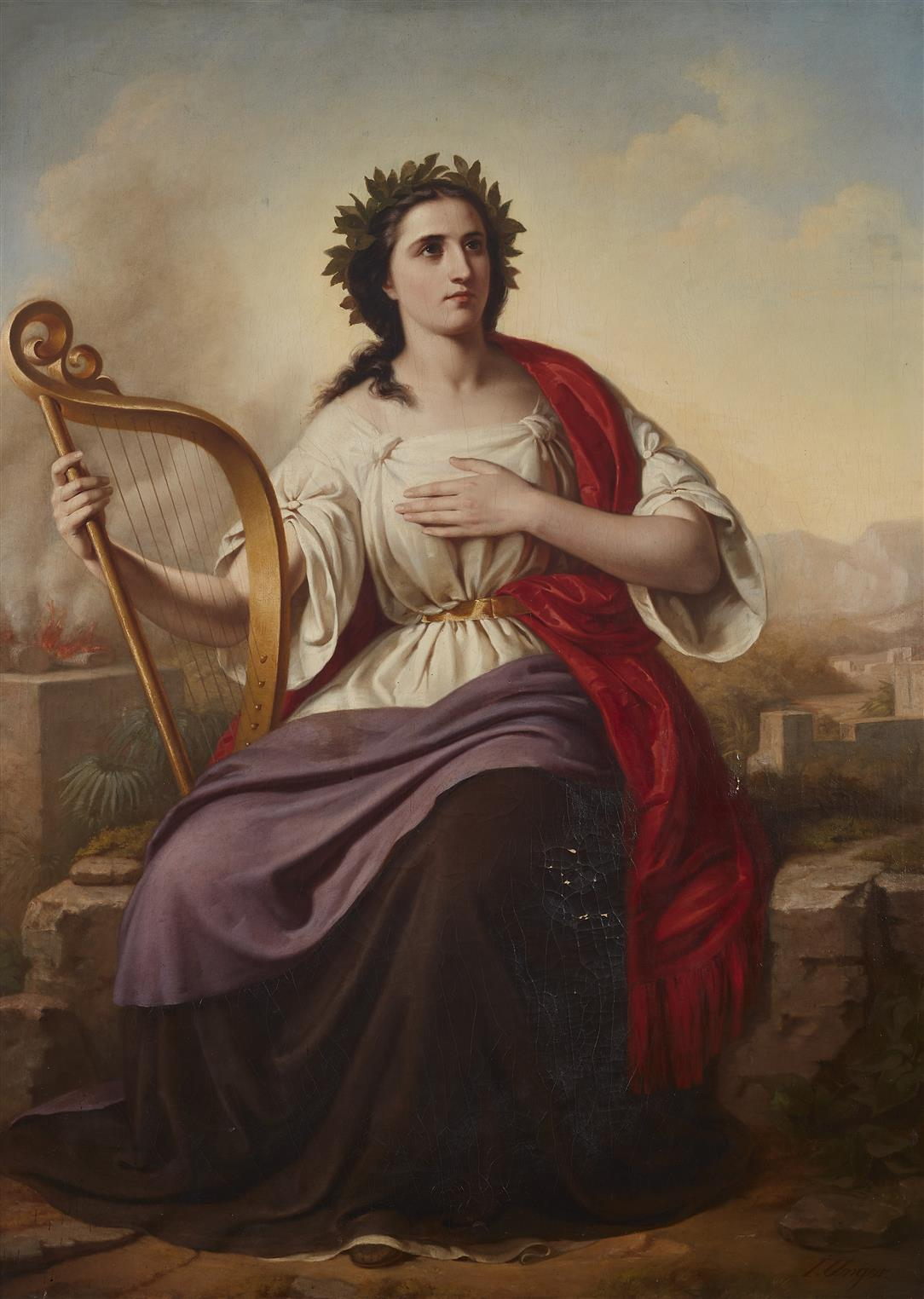
Ölgemälde Debora von Johanna Unger

Unger, Tochter des Juristen und Kunsthistorikers Friedrich Wilhelm Unger, ging 1855 nach Düsseldorf, um Malerei zu studieren. Dort hatte ihr Bruder, der angehende Kupferstecher William Unger, bereits 1854 ein Studium an der Kunstakademie Düsseldorf bei Joseph von Keller begonnen. Da in dieser Zeit Frauen ein akademisches Studium an Kunsthochschulen generell verwehrt war, nahm sie Privatunterricht bei angesehenen Malern. In Düsseldorf waren Karl Ferdinand Sohn, Otto Rethel und der Deutschamerikaner Emanuel Leutze ihre Lehrer. Wie ihr Bruder, der 1857 an die Königliche Akademie der Bildenden Künste gewechselt war, zog sie anschließend nach München. Dort nahm sie Privatunterricht bei Ludwig Lindenschmit dem Älteren. Danach wurde sie Lehrerin. In Possenhofen unterwies sie Sophie in Bayern, damals Braut Ludwigs II., im Malen und Zeichnen. In München unterrichtete sie an einer Damenakademie, die sie 1868 mit weiteren Künstlerinnen unter Mitwirkung von Moriz Carrière, des Professors für Kunstgeschichte an der Kunstakademie München, gegründet hatte. Eine Krankheit führte zu ihrem frühen Tod. Er ereilte sie im Alter von 33 Jahren in Pisa, wo sie sich Genesung von einem Halsleiden erhofft hatte.
Durch ihre Schwester Auguste war sie Schwägerin des österreichischen Eisenbahnpioniers Julius Lott, durch ihre Schwester Therese Schwägerin des Rechtswissenschaftlers August Ubbelohde. Deren Sohn Otto wurde ein Maler, Radierer und Illustrator. Ihre Nichten waren die Künstlerinnen Else und Hella Unger.
Unger schuf hauptsächlich Historienbilder und Porträts, aber auch Arabesken und Illustrationen. Sie malte in Öl und Aquarell. Als Historienmalerin griff sie Themen der Bibel und der Zeitgeschichte, Märchen und Frauenschicksale auf (u. a. Jeanne d’Arc, Debora, Die drei Marien am Grabe, Dornröschen).